# De Dion-Bouton Type CH
Der De Dion-Bouton Type CH ist ein Pkw-Modell aus den 1910er Jahren. Hersteller war De Dion-Bouton aus Frankreich.

## Beschreibung
Die Zulassung durch die nationale Zulassungsbehörde erfolgte am 24. Februar 1910. Vorgänger war der Type BS.
Der Vierzylindermotor hat 90 mm Bohrung, 120 mm Hub und 3054 cm³ Hubraum. Er war damals in Frankreich mit 18 Cheval fiscal (Steuer-PS) eingestuft. Er ist vorne im Fahrgestell montiert und treibt über ein Dreiganggetriebe und eine Kardanwelle die Hinterräder an. Der Wasserkühler ist direkt vor dem Motor hinter einem deutlich sichtbaren Kühlergrill. Die Hinterachse ist eine De-Dion-Achse.
Die Basis bildet ein Pressstahlrahmen. Der Radstand beträgt 3057 mm und die Spurweite 1400 mm. Die Bereifung hatte eine Größe von 875 x105.
Bekannt sind Aufbauten als Doppelphaeton, Limousine und Landaulet.
Das Modell wurde nur 1910 produziert. Nachfolger wurde der Type CT, der am 6. Januar 1911 seine Zulassung erhielt.
Der Type CG 2 ist eine Variante mit einem Vierganggetriebe.